# 비교발생학
비교발생학(Comparative embryology)은 다른 종의 배아를 비교하고 대조하여 모든 동물이 어떻게 관련되어 있는지 보여주는 발생학의 한 분야이다.

## 역사
아리스토텔레스는 기록된 역사상 배아를 연구한 최초의 인물이다. 다양한 종의 배아를 관찰하면서 그는 알에서 태어난 동물(난생)과 산생으로 태어난 동물(태생)이 어떻게 다르게 발달했는지 설명했다. 현미경이 발명되기 전까지는 비교 발생학의 발전이 이루어지지 않았다. 그 이후로 에른스트 헤켈에서 찰스 다윈에 이르기까지 많은 사람들이 이 분야에 기여했다.

## 같이 보기
- 발생학